# My Angel
My Angel EP je Arcturusa, norveškog sastava avangardnog metala. Diskografska kuća Putrefaction Records objavila ga je 8. srpnja 1991. godine. EP smatra je kao jedan od prvih simfonijski black metal albumi.

## Pozadina
Prvo je Arcturusovo izdanje koje je objavila neka diskografska kuća i jedino na kojem su prisutne pjesme u žanru poznatom kao death/doom; iako sadrži elemente simfonijskog metala i black metala, stil na albumu tmuran je i spor death/doom s death growlom pjevača Mariusa Volda. Pjesme s My Angel objavljene su i na split-albumu True Kings of Norway iz 2000.

## Popis pjesama
| 1. | »My Angel« | 5:42 |

| Strana B | Strana B | Strana B | Strana B | Strana B | Strana B | Strana B | Strana B | Strana B | Strana B |
| Br.      | Skladba  | Trajanje |          |          |          |          |          |          |          |
| -------- | -------- | -------- | -------- | -------- | -------- | -------- | -------- | -------- | -------- |
| 2.       | »Morax«  | 6:11     |          |          |          |          |          |          |          |
| 11:53    |          |          |          |          |          |          |          |          |          |

## Zasluge
| Arcturus - Marius – vokal, bas-gitara - Steinar – gitara, klavijature - Jan – bubnjevi | Ostalo osoblje - Snorre W. Ruch – grafički dizajn |